# Château de Richemont (Charente)
Pour les articles homonymes, voir Château de Richemont.
Le Château de Richemont est un château de la commune de Cherves-Richemont en Charente.

## Historique
Vers l'an 1000, sur l'éperon rocheux de Richemont, se construit un château fort sous forme d'un donjon carré, un puits près du donjon et une enceinte qui ceinturait le bord du plateau. Détruit en 1179 par Richard Cœur de Lion, il ne reste de ce premier château que la crypte de l'église saint Georges.

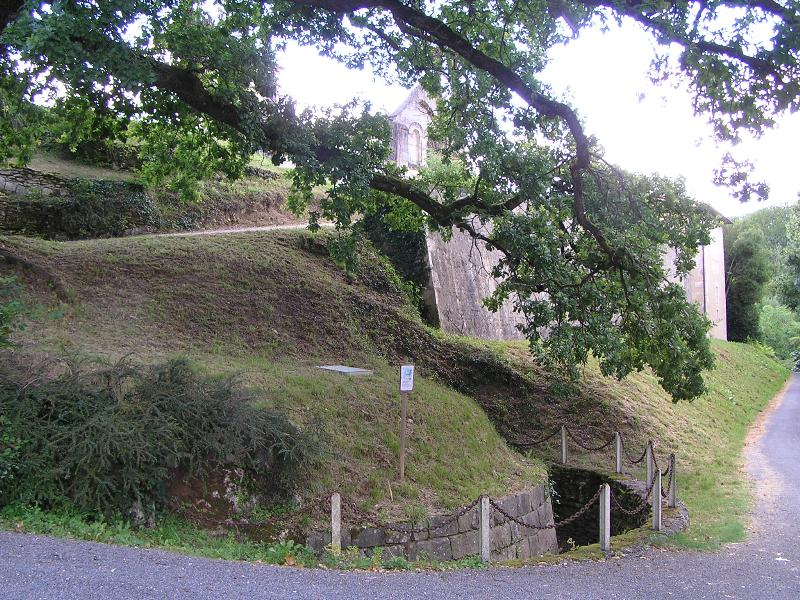
ruines de la tour du premier château

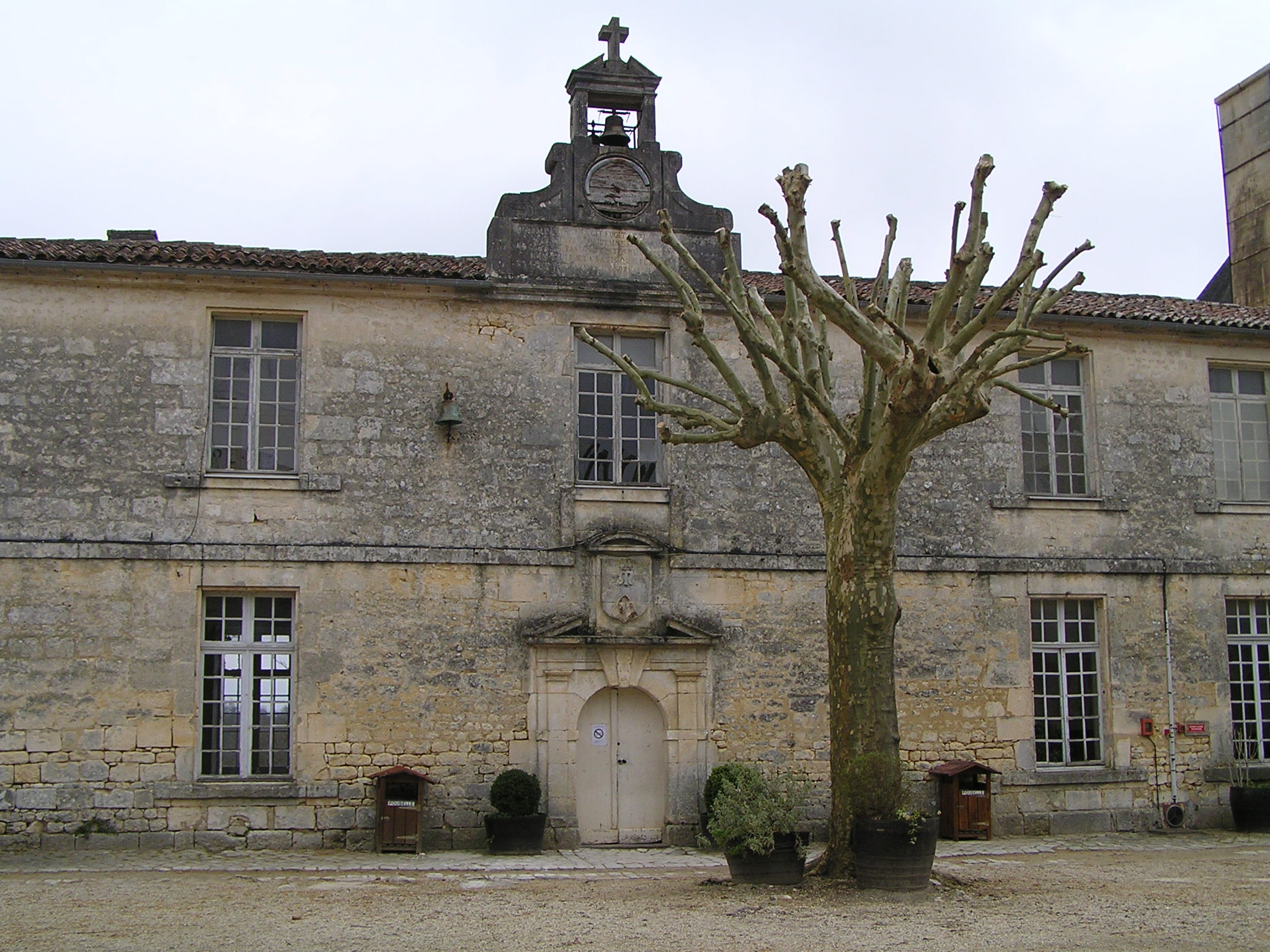
bâtiment donnant sur la cour

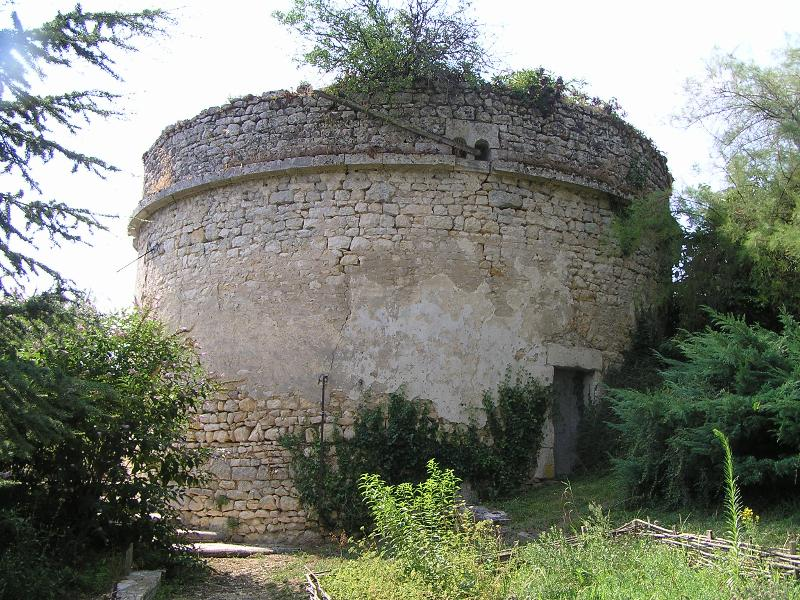
pigeonnier de Richemont

Une première maison noble lui a succédé. Le plus ancien seigneur attesté est Seguin de Richemont en 1224 Elle était inhabitable en 1610 et il n'en reste que les soubassements visibles dans les caves des bâtiments actuels, ainsi que le pigeonnier, une fuie ronde, qui a été construit entre 1574 et 1582 par Charles de l'Estang.
Au début du XVIIe siècle, sur les ruines est rebâti un château, constitué de deux pavillons au toit d'ardoise et dont il reste le grand portail, le mur crénelé d'entrée, l'avant cour, une des deux tourelles cylindriques ainsi que le grand escalier en pierre.
Le XIXe siècle voit la construction d'un bâtiment transversal au fond de la cour d'honneur, le rehaussement des pavillons, la construction du bâtiment transversal nord, de la chapelle, et l'ajout de l'aile droite puis de son prolongement. Toutes ces constructions sont limitées par l'éperon rocheux. L'ensemble appartient alors à l'évêché d'Angoulême et abrite un petit séminaire qui ferme en 1968.
Ensuite l'IREO de Richemont qui dispense des formations en alternance du Bac Pro au Bac+3 dans les domaines de l'agriculture, de la viticulture et des services s'y est installé, puis les bâtiments ont été rachetés par la communauté de communes de Cognac.

## Architecture
Du château construit au milieu du XVIe siècle ne nous restent que le pigeonnier, une fuie ronde, les caves et quatre pavillons couverts d'ardoises. Seuls les deux pavillons côté Antenne sont couverts d'ardoises avec le bâtiment qui les relie. Les deux pavillons qui font face sont couverts de tuiles canal et furent bâtis ou rehaussés après 1839.
L'avant cour encadrée de deux tourelles dont une seule existe encore, la porte cochère et la longue courtine couronnée de merlons de fantaisie datent du XVIIe siècle. En 1839, la dite seconde tour n'existait plus. 
Au XIXe siècle la chapelle néogothique a été construite en 1900 et l'aile sud a été remaniée.
La première cour a été totalement rénovée entre 2007 et 2009 pour accueillir le nouvel internat de l'IREO.
L'église Saint-Georges de Richemont, ancienne chapelle castrale possède une crypte du XIe siècle, classée au titre des monuments historiques depuis le 29 septembre 1907.
De même l'éperon rocheux sur lequel se trouve l'ensemble du site de Richemont est classé site naturel ce qui comprend l'église qui a été rebâtie entre 1857 et 1860 avec les deniers de l'abbé Jean-Marie Dumas, troisième supérieur, les vestiges de l'ancien château fort, l'ancien cimetière et le château actuel.
En 1930, personne ne connaissait l'existence et l'emplacement du vieux château ; cette découverte eut lieu grâce à l'acharnement de l'abbé Guy Boucherie, professeur au Petit Séminaire, accompagné de quelques élèves, sur la base de documents et suppositions de l'abbé Béchemilh, dernier curé résidant au presbytère de Richemont.